# Physatocheila plexa
Physatocheila plexa är en insektsart som först beskrevs av Thomas Say 1832.  Physatocheila plexa ingår i släktet Physatocheila och familjen nätskinnbaggar. Inga underarter finns listade i Catalogue of Life.